# Vytautas Landsbergis
Vytautas Landsbergis   (Kaunas, 18 d'octubre de 1932) és un polític conservador lituà del partit Tėvynės sąjunga i membre del Parlament Europeu, així com musicòleg. Va ser l'últim president del Soviet Suprem de l'RSS de Lituània i el primer cap d'estat de Lituània després de la declaració d'independència de la Unió Soviètica, i va esdevenir President del Parlament lituà. Landsbergis és un intel·lectual actiu en la política lituana per gairebé dues dècades que va entrar en la història per contribuir al final de la Unió Soviètica. És a més autor de vint llibres de diversos temes, inclosa una biografia de Mikalojus Konstantinas Čiurlionis, política i música. Casat amb Gražina Ručytė-Landsbergienė. Va estudiar piano en la classe del gran músic lituà Balys Dvarionas.